# Muara Semah
Muara Semah is een bestuurslaag in het regentschap Empat Lawang van de provincie Zuid-Sumatra, Indonesië. Muara Semah telt 871 inwoners (volkstelling 2010).